# Mariaheide
Mariaheide (Veghels dialect: De Hái) is een dorp in de Nederlandse provincie Noord-Brabant, gelegen in de Meierij van 's-Hertogenbosch. Mariaheide is een kerkdorp van de gemeente Meierijstad, net buiten Veghel. Op 1 januari 2023 telde Mariaheide 1.680 inwoners, op een oppervlakte van 4,18 km².

## Ontwikkeling

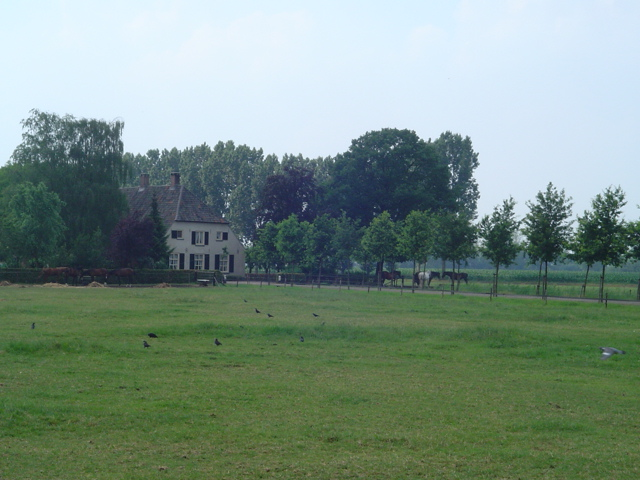
Hoeve Bouwlust tussen Veghel en Mariaheide is deel van het oude Brabantse leengoed Weihoef

Mariaheide is ontstaan als een straatdorp aan de weg van Veghel naar Uden. Tot 1907 bestond het dorp enkel uit enige ontginningsboerderijen; toen kreeg het dorp een eigen kerk. Het leenboek van de hertog van Brabant vermeldt in 1473 het goed De Weihoef, dat met zijn ligging tussen de Veghelse wijk De Bunders en het huidige Mariaheide een van de oudste ontginningen ter plaatse vormt. Ook de ontginning Hennenberg en de Hoge Akkers achter  Driehuizen vormen oude landbouwbedrijven.
De westelijke zijde van Mariaheide was rond 1830 grotendeels ontgonnen, waarbij de Veghelse brouwersfamilie Smits een groot financieel aandeel leverde, evenals de Veghelse Sint-Lambertusparochie die enkele ontginningshoeven stichtte aan de Heide. Later ontstonden in de buurt van het huidige Mariaheide buurtschappen of heidekrakersgehuchten als  Driehuizen en de Goordonk.
Pas in 1907 werd Mariaheide een parochie. Onder bouwpastoor Gijsbertus van Haaren splitsten de buurtschappen De Heide, Goordonk en Driehuis zich af van de Veghelse Lambertusparochie. De nieuwe parochie ging O.L. Vrouw Moeder van Goede Raad heten. In 1920 werd de te kleine Heise parochie uitgebreid met het van oudsher op Veghel georiënteerde buurtschap Duifhuis, dat in de gemeente  Uden lag. Het kerkje van Mariaheide werd pas in 1932 helemaal voltooid met doopkapel en toren. Met de stichting van een eigen kerk kwam er schot in de ontwikkeling van het kersverse dorpje. De Zusters Franciscanessen der Onbevlekte Ontvangenis van de H. Moeder Gods uit Veghel stichtten in 1912 het Sint Nicolaasklooster te Mariaheide. Dit klooster sloot zijn deuren in 2004.
Mariaheide raakte bekend door de rijksweg N265 die jarenlang het dorp in tweeën deelde en voor meerdere dodelijke ongevallen zorgde. Sinds de opening van de A50 in 2003 is het een stuk rustiger in het dorp. Doordat de functie van Pastoor van Haarenstraat als rijksweg verloren ging met de aanleg van de A50, is de gemeente Veghel medio 2005 begonnen aan de reconstructie van de Pastoor van Haarenstraat, waardoor Mariaheide momenteel veranderd is in een rustig en aangenaam woonoord, dicht bij de belangrijke voorzieningen in de kern Veghel en met een snelle verbinding met de A50.

## Benaming
De ligging van Mariaheide is vanouds aan 'De Hintel'. Het gebied werd ook aangeduid als 'Aen die Heyde' of met 'Aen die Heyde in die Hijnteelt'. Bij de officiële parochiestichting werd het aangeduid als Maria-Heide, een naam die pastoor Van Haaren wel beviel. De naam Mariaheide komt echter pas in 1920 voor op kaarten van de Topografische dienst. In de volksmond blijft het dorp nog steeds 'De Hei' heten.

## In het nieuws
Begin 2006 ontstond een korte heftige discussie over de schrijfwijze van de naam Mariaheide. De dorpsraad bleek voorstander van de schrijfwijze Maria-Heide. Het Veghelse college van B. en W. stemde niet in met een verzoek van de dorpsraad om de plaatsnaam Mariaheide te veranderen in Maria-Heide. Het college motiveerde dat de schrijfwijze vanaf het ontstaan van het dorp, in 1907, niet eenduidig is geweest.

## Fotogalerij

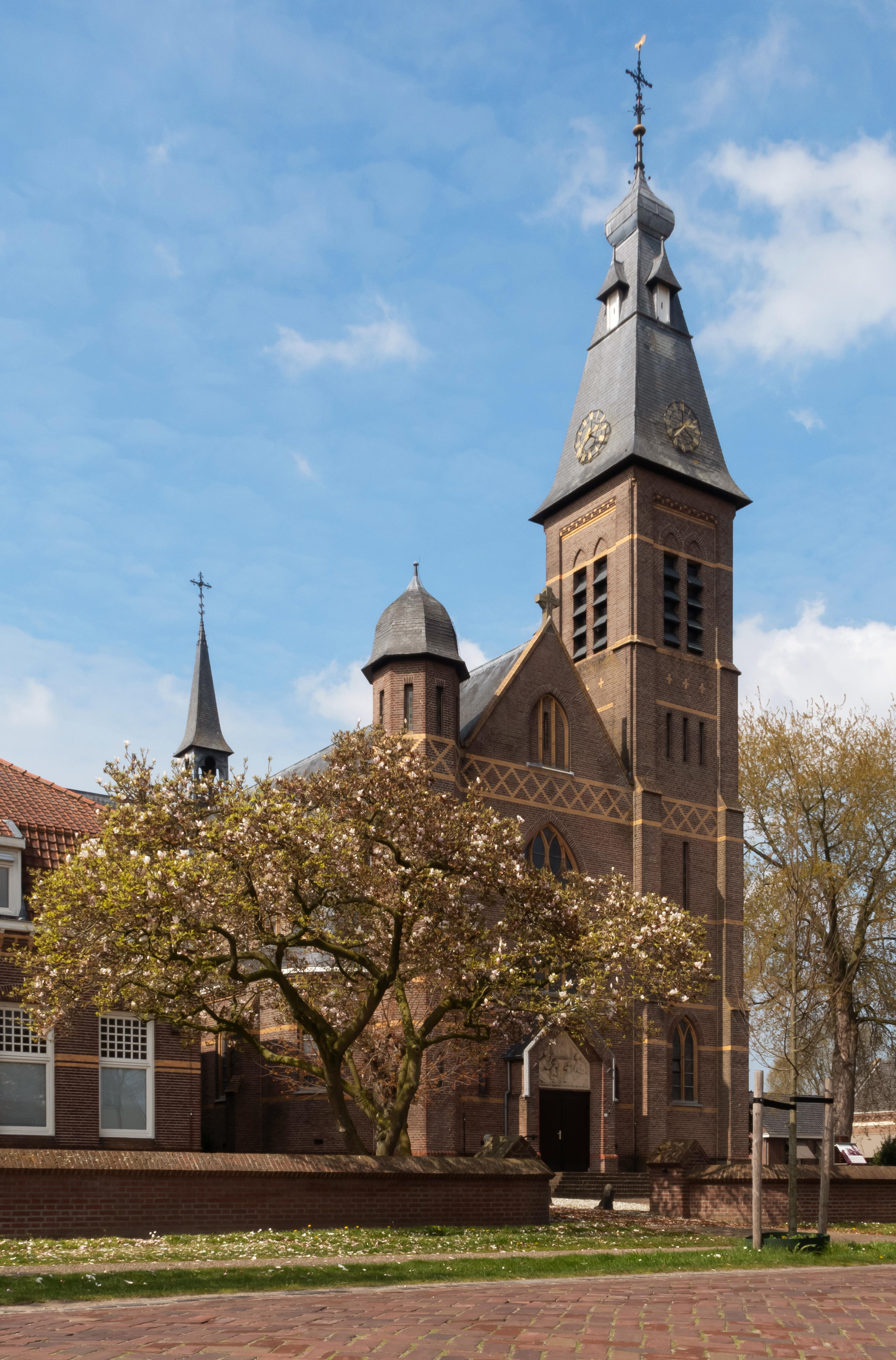
Onze-Lieve-Vrouw van Goede Raadkerk
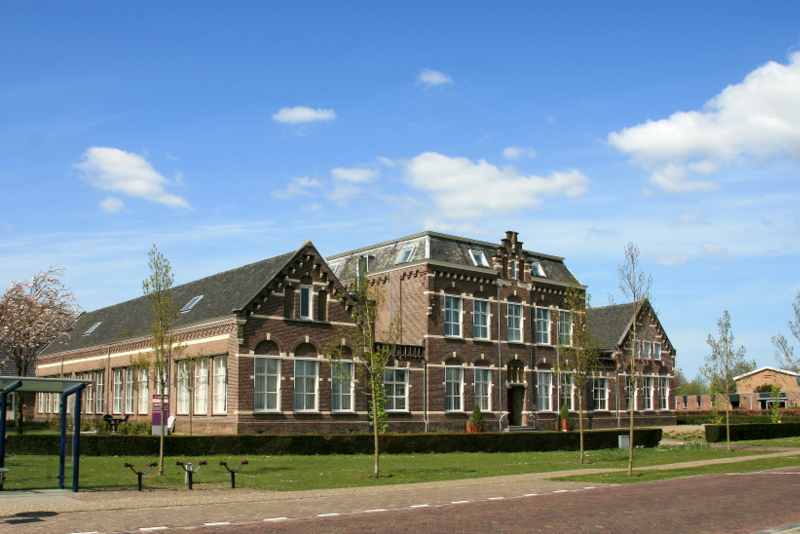
Sint-Nicolaasklooster van de Zusters Franciscanessen
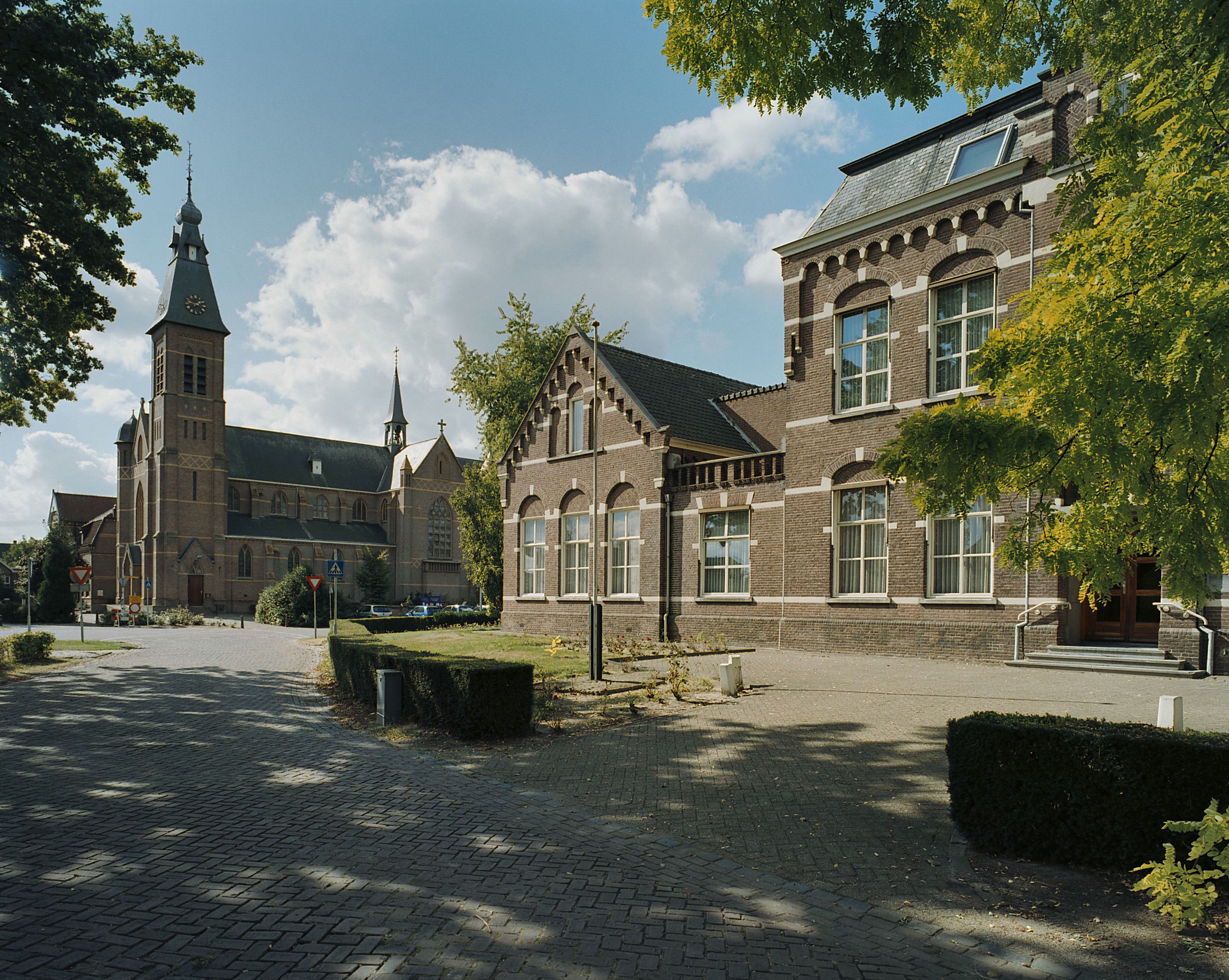
Kerk en klooster
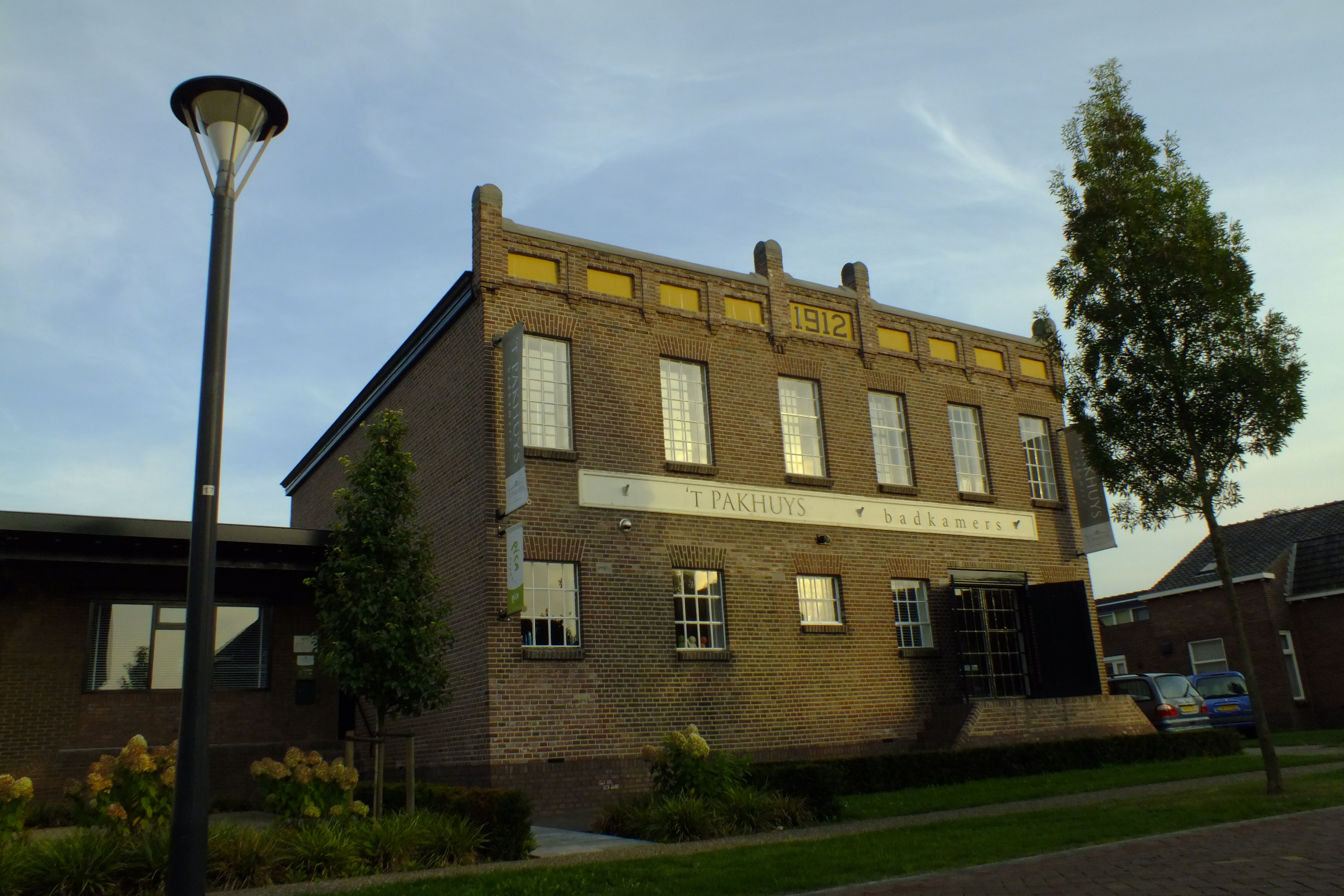
Rijksmonumentaal Pakhuis
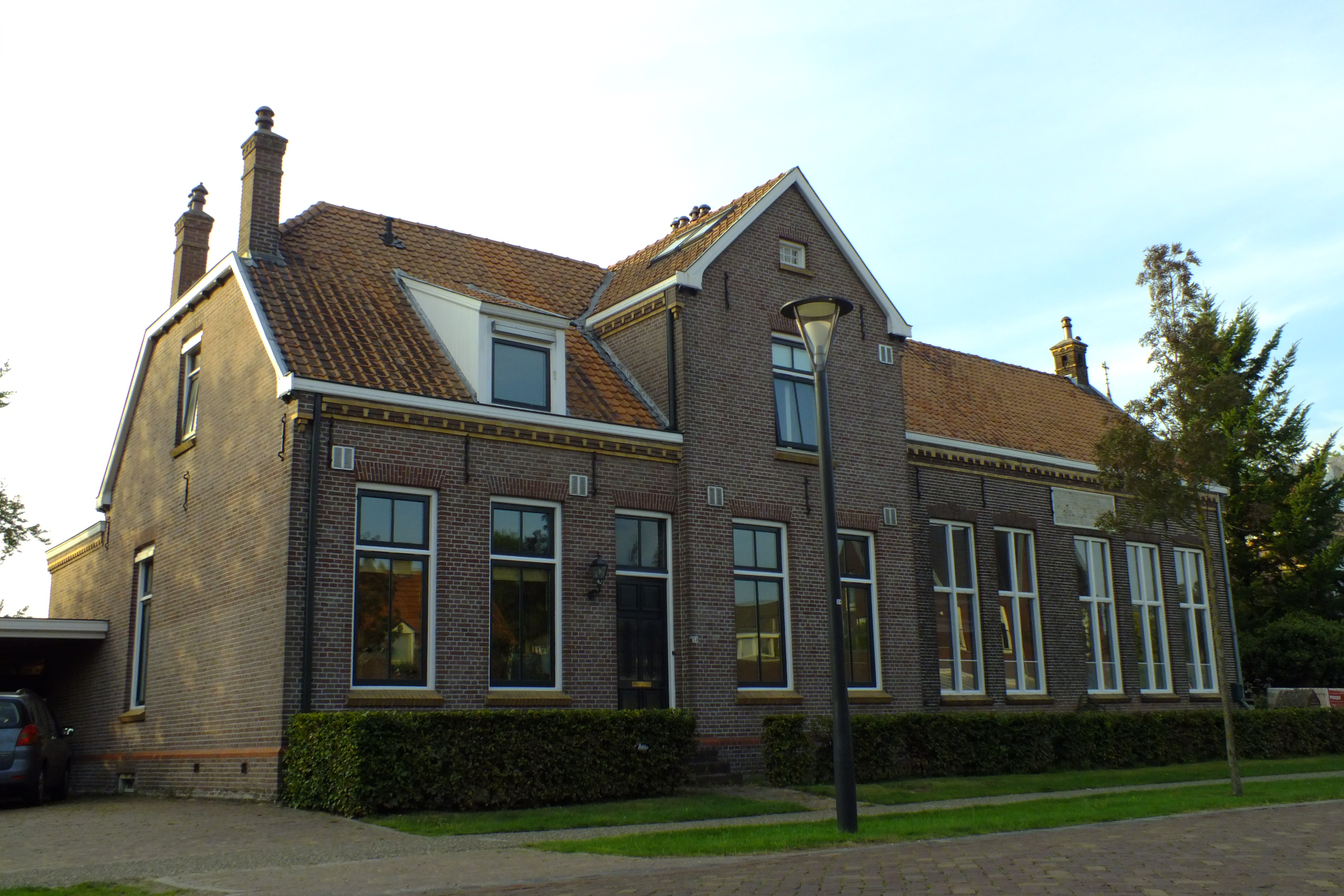
Onze-Lieve-Vrouw van Goede Raadschool, voormalig rooms-katholieke lagere school
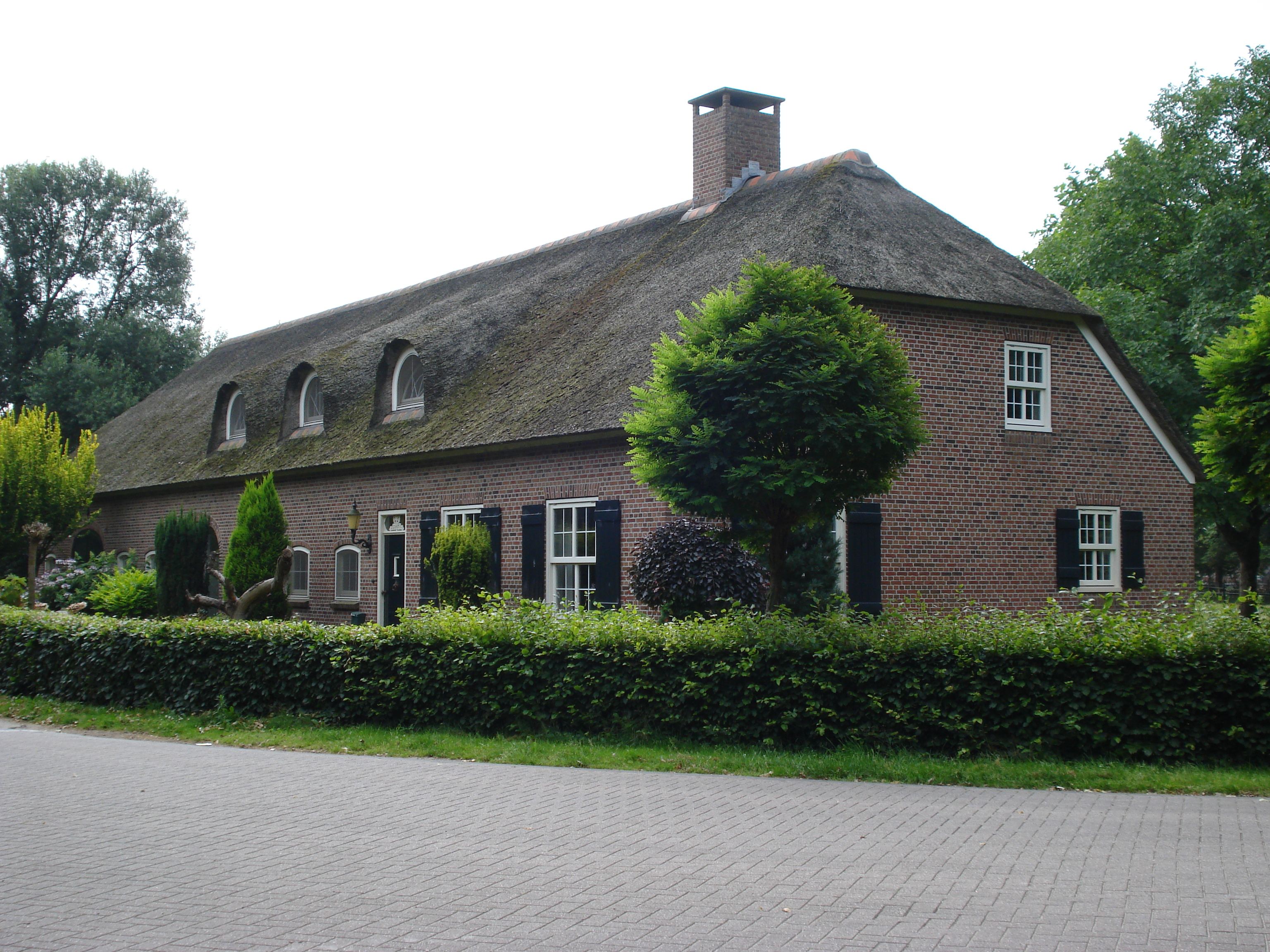
Boerderij bij Mariaheide
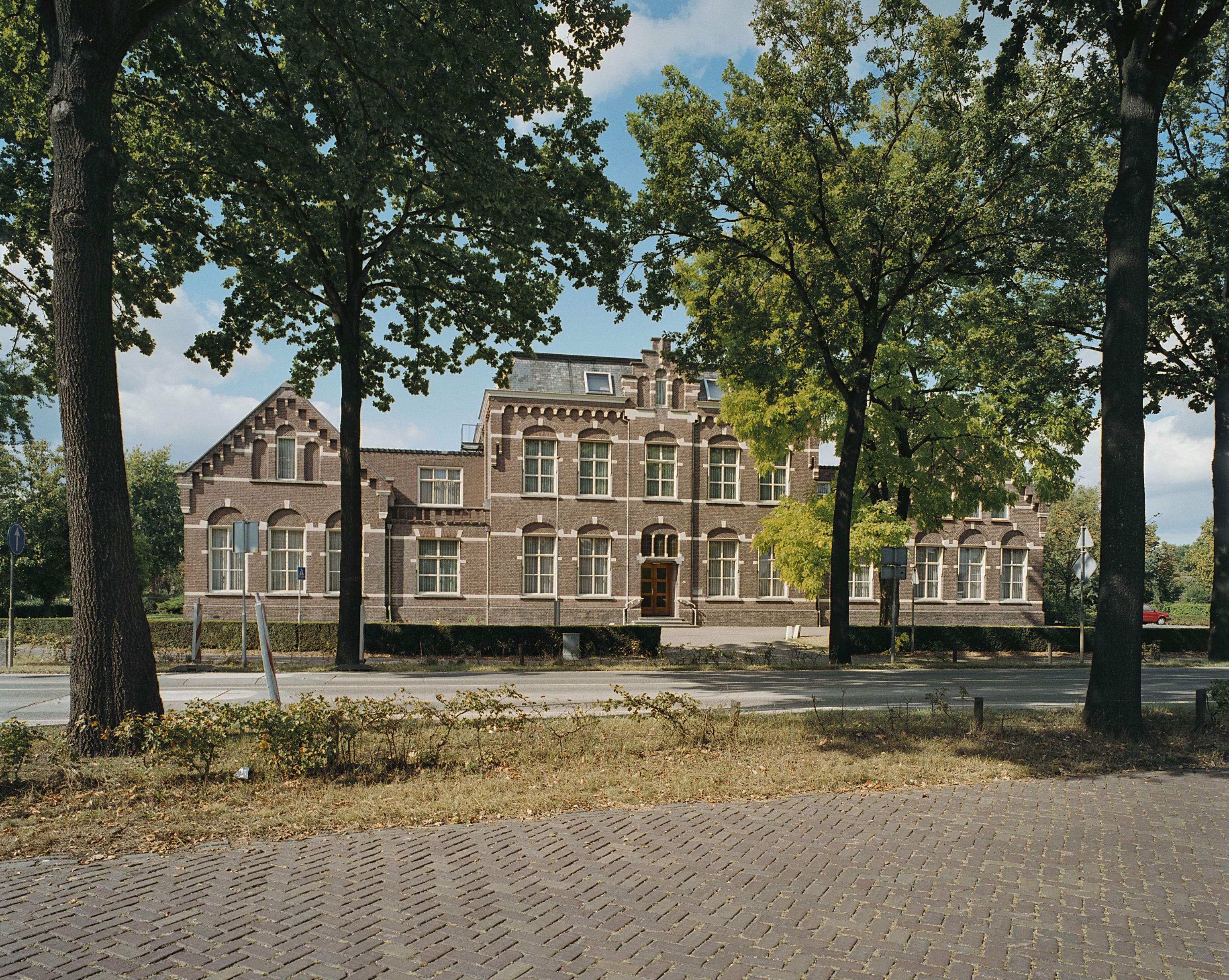
Sint-Nicolaasklooster
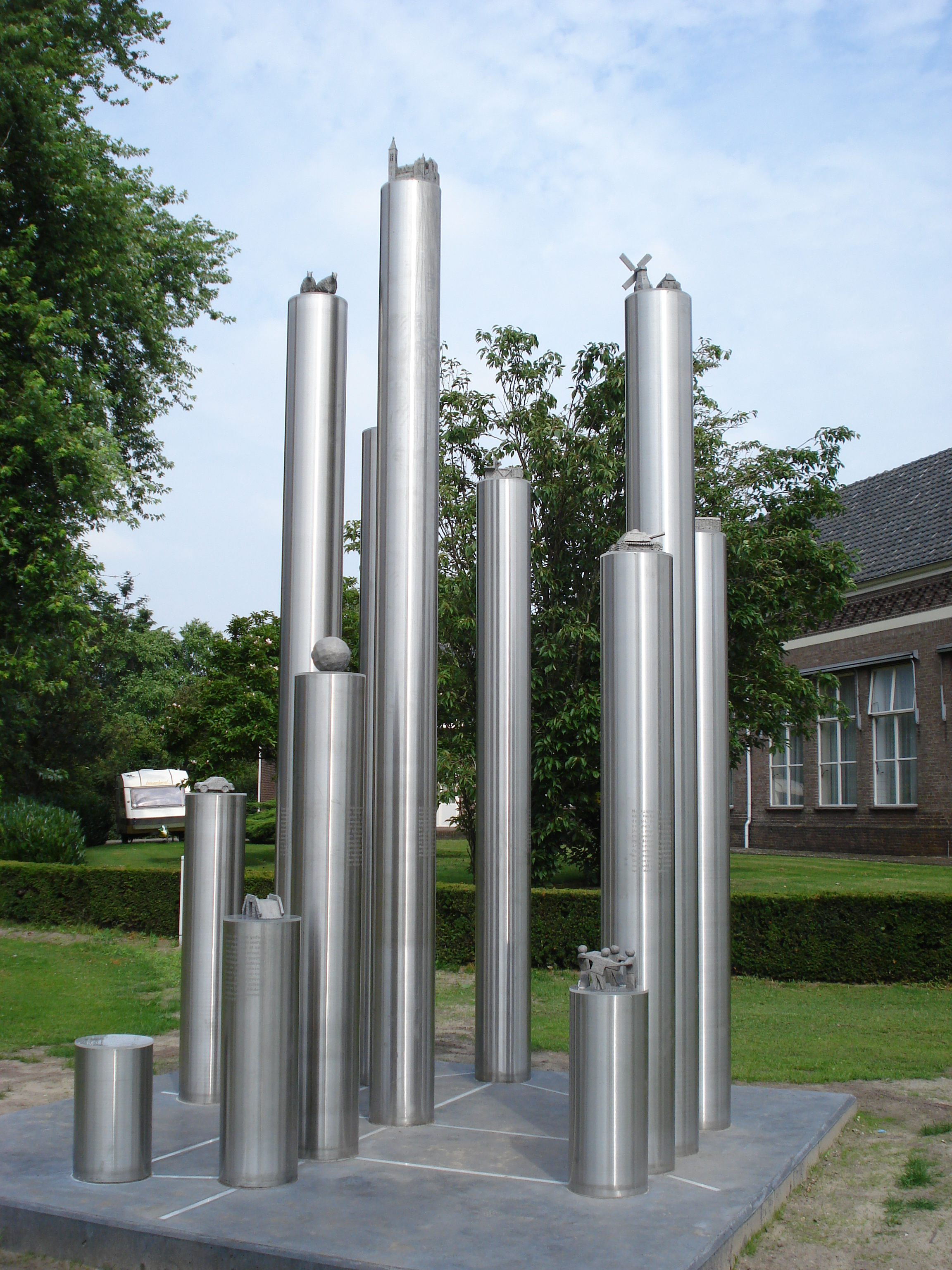
Pilarensculptuur
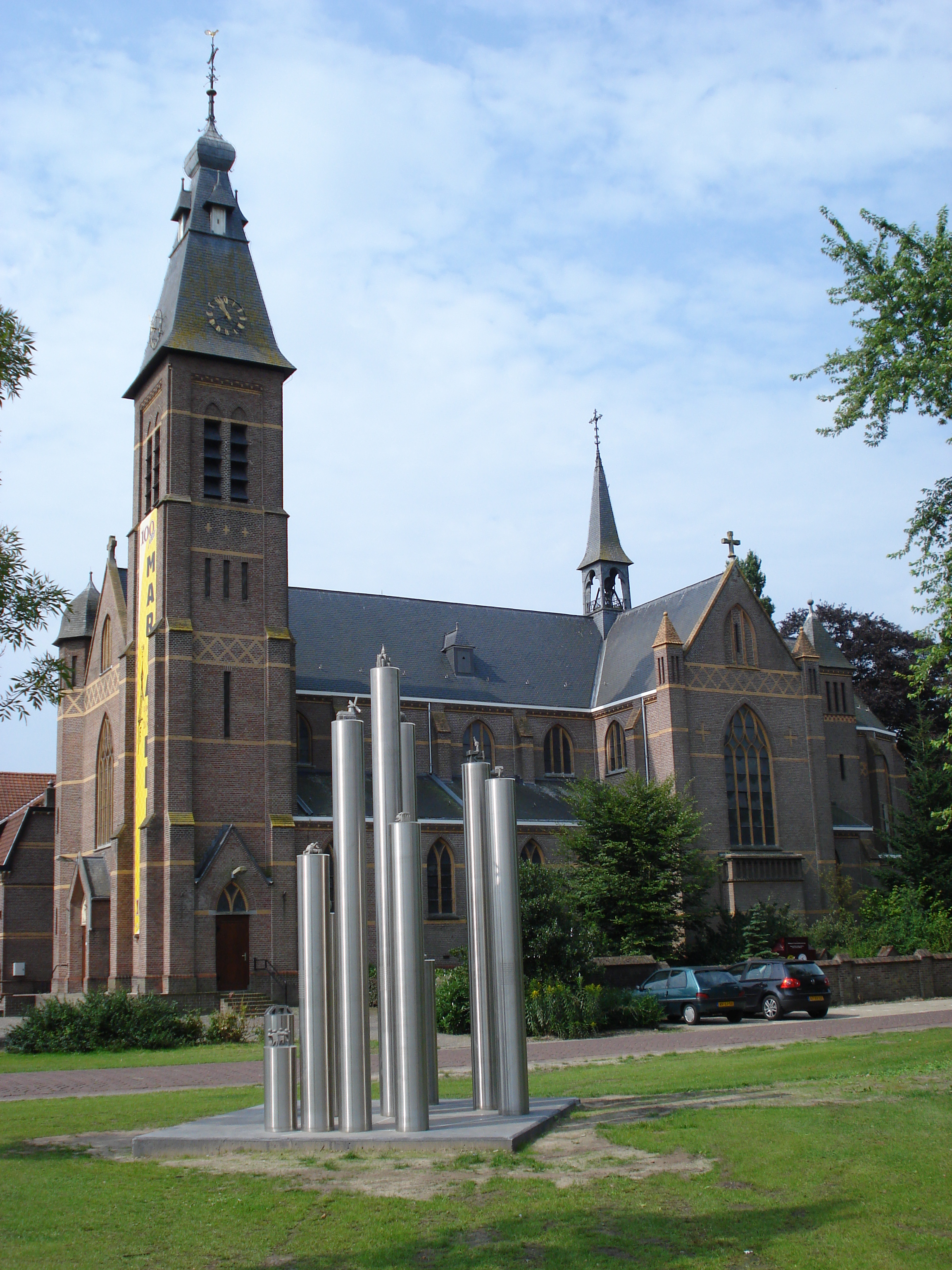
Kerk met pilarensculptuur